# Tim de Cler
Tim de Cler (Leiden, 8 de novembro de 1978) é um zagueiro holandês que atualmente joga pelo Feyenoord.
Pela seleção disputou 7 jogos e foi convocado por van Basten para a Copa de 2006.

## Números da carreira
| Temporada | Time     | Competição | Partidas | Gols |
| --------- | -------- | ---------- | -------- | ---- |
| 1997/98   | Ajax     | Eredivisie | 1        | 0    |
| 1998/99   | Ajax     | Eredivisie | 12       | 0    |
| 1999/00   | Ajax     | Eredivisie | 21       | 0    |
| 2000/01   | Ajax     | Eredivisie | 25       | 2    |
| 2001/02   | Ajax     | Eredivisie | 17       | 0    |
| 2002/03   | AZ       | Eredivisie | 30       | 2    |
| 2003/04   | AZ       | Eredivisie | 33       | 0    |
| 2004/05   | AZ       | Eredivisie | 32       | 1    |
| 2005/06   | AZ       | Eredivisie | 30       | 0    |
| 2006/07   | AZ       | Eredivisie | ?        | 0    |
| 2007/08   | Feynoord | Eredivisie | 0        | 0    |
|           |          | Total      | 201      | 5    |